# Гарантни фонд Републике Српске
Гарантни фонд Републике Српске је фонд који пружа подршку развоју предузетништва кроз олакшање приступа финансијским средствима неопходним за пословне активности предузетника у Републици Српској.
Сједиште Гарантног фонда је у Бањој Луци.

## Дјелокруг
Гарантни фонд Републике Српске је основан 2010. године на основу Закона о Гарантном фонду Републике Српске. Оснивач је била Влада Републике Српске са оснивачким капиталом у износу од 30 милиона КМ (конвертибилних марака). Организован је као затворено акционарско друштво у 100% власништву Републике Српске.
Гарантни фонд је основан ради остваривања општег интереса који је изражен у пружању подршке развоју предузетништва кроз олакшавање приступа финансијским средствима потребним за обављање пословних дјелатности предузетника (правних и физичких лица) са сједиштем односно пребивалиштем у Републици Српској, а посебно за:
- почетне пословне дјелатности,
- пословне активности младих предузетника,
- пословне активности жена,
- пројекте који доприносе запошљавању и очувању радних мјеста,
- извозно оријентисане пословне дјелатности,
- пословне дјелатности у области пољопривреде,
- производне дјелатности и услужне дјелатности повезане са производним сектором,
- пројекте и пословне дјелатности за унапређивање економског развоја подручја са изузетно ниским животним стандардом или високом незапосленошћу и
- друге одрживе пројекте.

Дјелатност Гарантног фонда је издавање свих врста гаранција, супергаранција и контрагаранција, за обезбјеђење дијела обавеза по кредиту или другој финансијској обавези уговореним између предузетника са сједиштем односно пребивалиштем у Републици Српској, као налогодавца гаранције и дужника по обезбијеђеној обавези, и банке или друге финансијске организације, као корисника гаранције и повјериоца по обезбијеђеној обавези.

## Организација
Органи Гарантног фонда Републике Српске су: Скупштина, Надзорни одбор и директор. Функцију Скупштине, као једночланог акционарског друштва, врши Влада Републике Српске. У случају трансформације у вишечлано акционарско друштво, Република Српска задржава најмање 51% акција са правом гласа.
Гарантни фонд заступа директор којег именује и разрјешава Надзорни одбор на основу претходно проведеног јавног конкурса. Уз директора постоје и извршни директори. Надзорни одбор броји 5 чланова које бира Скупштина акционара.